# Belo (Camerun)
Belo è una città ed un comune del Camerun. Si trova nel dipartimento di Boyo, nella Regione del Nordovest.